# Albina Francitorra
Albina Francitorra Alenyà (Barcelona, 3 de febrero de 1912 - 31 de diciembre de 2013) fue una periodista y escritora feminista española.

## Trayectoria
Era la pequeña de tres hermanos de una familia burguesa. Su madre era ama de casa y su padre maestro de obras, y vivían en el barrio del Ensanche de Barcelona. Con siete años fue al colegio con las monjas salesianas. A los doce padeció una fuerte anemia y tuvo que dejar la escuela. Se educaba en casa con una profesora particular y estudiaba también piano. Cuando era adolescente, sentía insatisfacción con las limitaciones que la sociedad imponía a las mujeres. Decidida a hacer algo más allá de esperar a casarse, estudió contabilidad, taquimecanografía y francés. A pesar de la oposición de su padre y su hermano, consiguió un trabajo en una casa de aparatos fonográficos.
Apasionada por la lectura y el cine, comenzó a escribir a finales de los años veinte. Participó en un concurso literario organizado por la revista El hogar y la moda, donde obtuvo el primer lugar. A partir de entonces, publicó regularmente cuentos y ensayos en diversas revistas, como La Rambla, La dona catalana, Catalunya ràdio y en el semanario independentista Nosaltres sols! que dirigía Daniel Cardona, entre otras. Solía entregar personalmente sus artículos, que trataban sobre la independencia, y donde relacionaba aspectos sobre el género con el nacionalismo, en las redacciones y asistía a tertulias literarias, especialmente a la Peña de Can Vilaró, que se realizaba en la trastienda de Ramon Vilaró, en la calle de Ferran. En este espacio se reunían miembros del Ateneo Barcelonés, como el poeta Josep Maria de Segarra, el político Ventura Gassol, la escritora Carmen Monturiol y el periodista Prudenci Bertrana para debatir sobre arte, literatura, teatro y política.
En una de estas reuniones, Francitorra, que era catalanista y republicana, coincidió con Tomàs Roig i Llop, un amigo de su familia. Este abogado y escritor de pensamiento conservador y creyente, había obtenido un premio en los Juegos Florales de 1919 y tenía un gran interés por el teatro. Poco después de proclamarse la Segunda República, volvieron a encontrarse. Francitorra tenía 19 años y Roig, diez años más. Establecieron una relación que formalizaron el 13 de septiembre de 1931 y se casaron el 28 de enero de 1932 en la Capilla de la Virgen de la Esperanza de Barcelona. La pareja tuvo siete hijos: Maria Isabel (1932), Maria Rosa (1935), Gloria (1936), Joan Antoni (1941), Maria Albina (1942), Montserrat (1946) y Carmina (1949).
Después de casarse, Francitorra continuó escribiendo durante un tiempo, pero las responsabilidades familiares, la guerra civil y la posguerra redujeron su actividad literaria. A pesar de ello, su hogar se convirtió en un espacio de encuentro para artistas, poetas y escritores, donde se celebraban tertulias. La implicación de su esposo como presidente de la entidad teatral FESTA pudo haber influido en la trayectoria de tres de sus hijas: la actriz Glòria Roig, la escritora y periodista Montserrat Roig y la guionista Carmina Roig. Esta gran familia, donde predominaban las mujeres, fue el núcleo que más adelante inspiraría a algunas de las novelas de Montserrat Roig.
El 14 de enero de 1934, participó en Barcelona en las primeras elecciones españolas en las que las mujeres podían votar, tras la aprobación del sufragio femenino el 8 de octubre de 1931. Francitorra votó a Estat Català, partido político muy alejado de la conservadora Lliga Catalana, el partido que apoyó su marido. En ese mismo año, 1934, Natividad Yarza Planas fue elegida alcaldesa de Bellprat convirtiéndose en la primera mujer elegida democráticamente en España.
Francitorra mantuvo siempre sus aspiraciones. Fue escritora, apasionada por las artes, esposa y madre de siete hijos. Desarrolló una activa labor como profesora de catalán en tiempos de prohibiciones y desempeñó, además de mentora, el papel de secretaria y archivera de su hija Montserrat. A los 64 años aprendió a conducir, ingresó en la universidad y obtuvo su licenciatura en Filología catalana a los 70 años.
Fallecidos su marido Tomás y cinco hijos, vivió con plena lucidez hasta los ciento un años.

## Reconocimientos
En 2020, Edicions Llop Roig publicó De la vida que pasa. Joven, feminista, catalanista y escritora, una recopilación de artículos y cuentos de Albina Francitorra publicados en la prensa barcelonesa entre 1929 y 1933, junto con dos textos inéditos. El libro también incluye una biografía de la autora, escrita por Betsabé García.